# Kamaraj
Kumaraswami Kamaraj, född 15 juli 1903 i Virudhunagar i nuv. Tamil Nadu, död 2 oktober 1975 i Chennai, Tamil Nadu, var en indisk politiker (INC), känd i indisk politik som kungamakaren. Hans roll anses ha varit avgörande för Lal Bahadur Shastris och Indira Gandhis uppstigande på premiärministerposten under 1960-talet.
Kamaraj, som tillhörde nadarkasten,  gick bara sex år i skolan. Efter en karriär i den indiska självständighetsrörelsen blev han premiärminister i delstaten Madras 1954, en post som han sedan behöll i 13 år, efter delningen av delstaten i november 1956 - i delstaten Tamil Nadu. Hans styre kännetecknades bl.a. av stora satsningar på utbildning och sociala tjänster. Indiska regeringen tillerkände honom utmärkelsen Bharat Ratna.